# Barney (Dacota do Norte)
Barney é uma cidade localizada no estado norte-americano de Dacota do Norte, no Condado de Richland.

## Demografia
Segundo o censo norte-americano de 2000, a sua população era de 69 habitantes. 
Em 2006, foi estimada uma população de 64, um decréscimo de 5 (-7.2%).

## Geografia
De acordo com o United States Census Bureau tem uma área de 
0,4 km², dos quais 0,4 km² cobertos por terra e 0,0 km² cobertos por água.

## Localidades na vizinhança
O diagrama seguinte representa as localidades num raio de 24 km ao redor de Barney. 